# Solanum pimpinellifolium
El tomate pasa (Solanum pimpinellifolium) es una planta herbácea perteneciente a la familia de las solanáceas y natural de Suramérica. Su fruto es pequeño y comestible. 

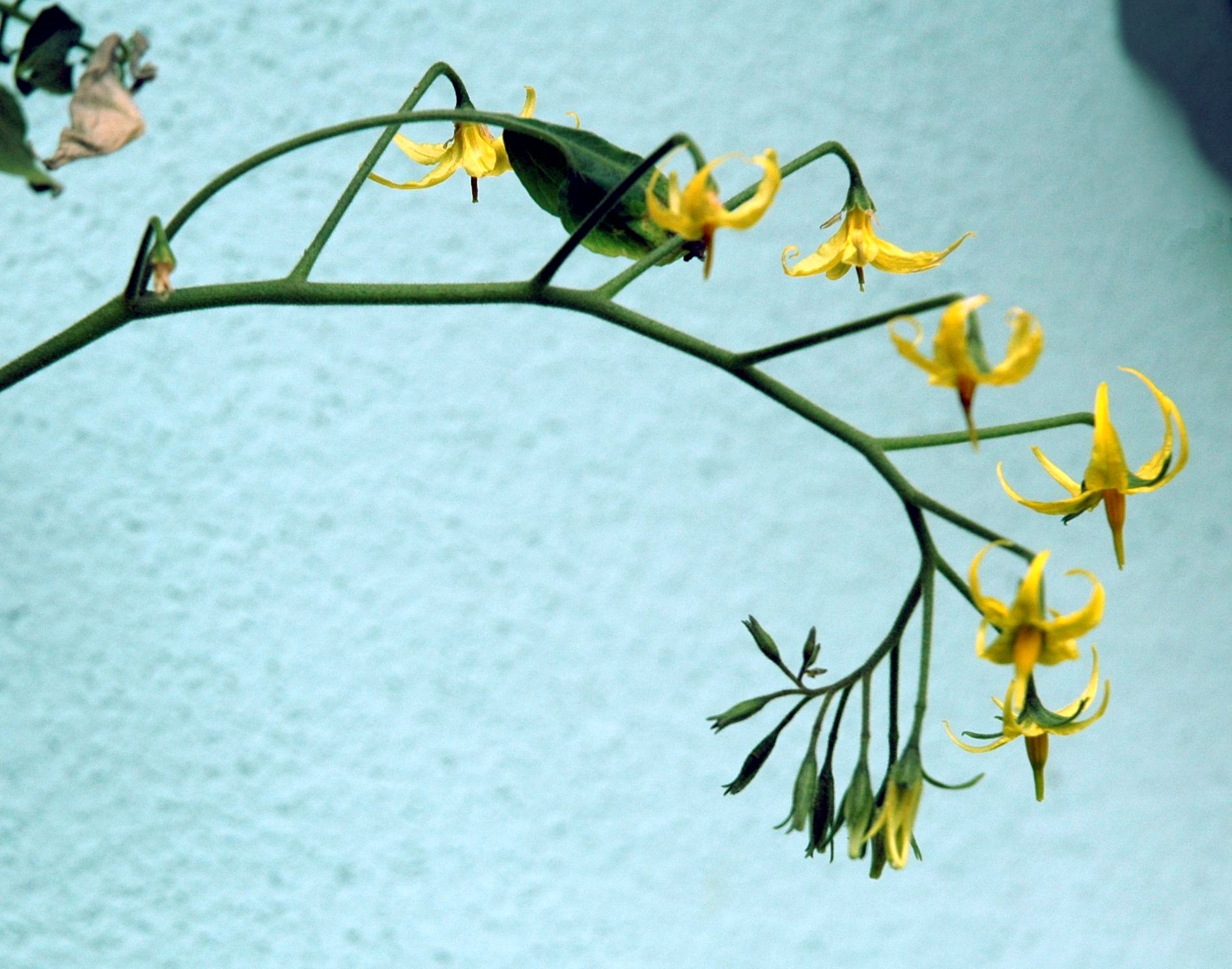
Inflorescencia

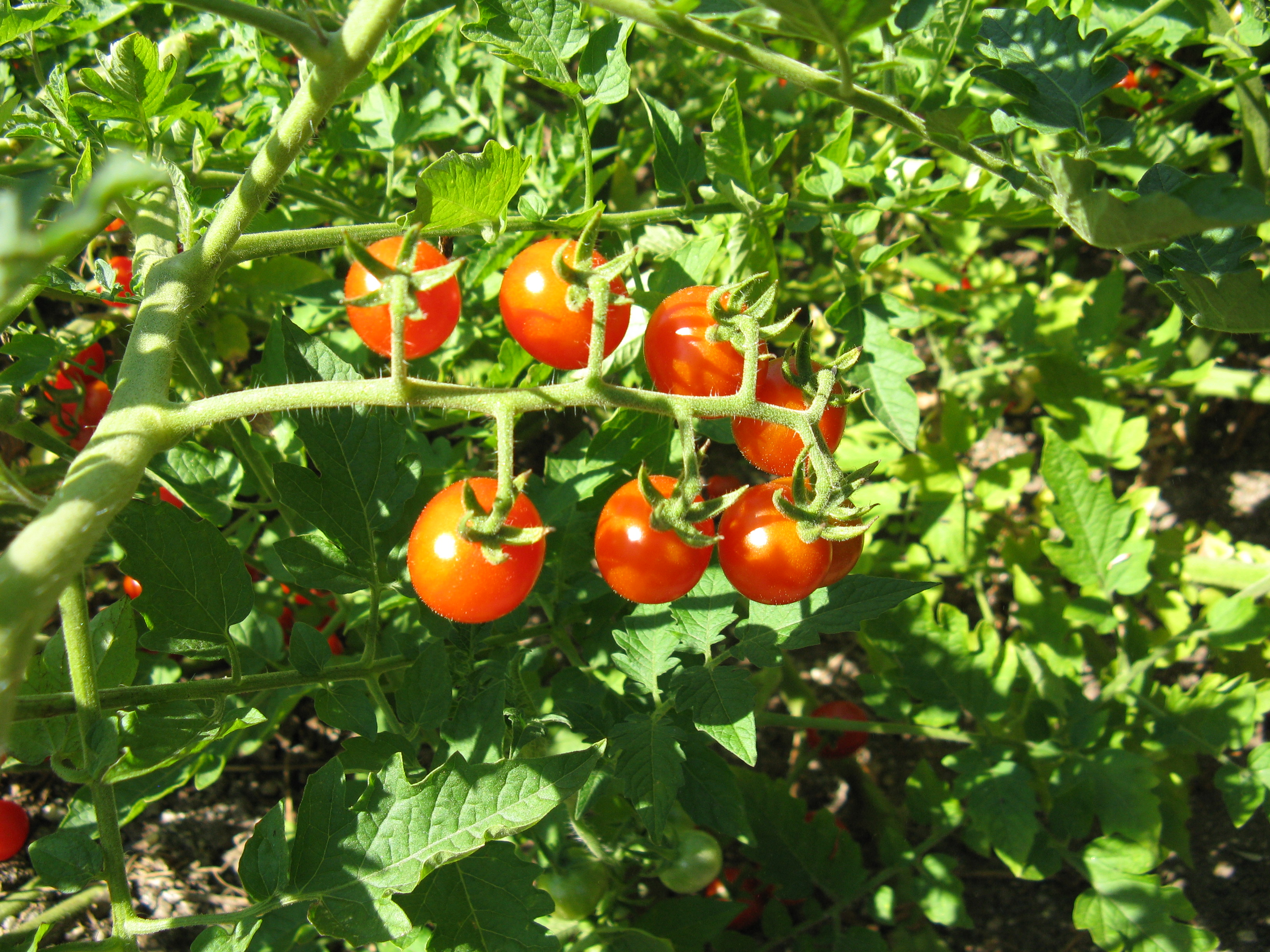
Frutos

## Descripción
La mayor diversidad se encuentra en el norte de Perú y los datos moleculares concuerdan con la hipótesis de un origen en la parte centro occidental de Sudamérica de la especie. Los menores valores de diversidad y heterocigosidad en las poblaciones de Ecuador y el sur de Perú, podrían ser debidos a una mayor autogamia, menor tamaño poblacional o cuellos de botella importantes en el momento de la colonización. La presencia de S. pimpinellifolium en las islas Galápagos parece ser el resultado de una colonización reciente desde las regiones continentales de Guayas o Los Ríos, donde se han encontrado individuos genéticamente idénticos.

## Taxonomía
Solanum pimpinellifolium fue descrita por Carlos Linneo y publicado en Centuria I. Plantarum ... 1: 8. 1755.
Etimología
Solanum: nombre genérico que deriva del vocablo Latíno equivalente al Griego στρνχνος (strychnos) para designar el Solanum nigrum (la "Hierba mora") —y probablemente otras especies del género, incluida la berenjena— , ya empleado por Plinio el Viejo en su Historia naturalis (21, 177 y 27, 132) y, antes, por Aulus Cornelius Celsus en De Re Medica (II, 33). Podría ser relacionado con el Latín sol. -is, "el sol", debido a que la planta sería propia de sitios algo soleados.
pimpinellifolium: epíteto latino que significa "desnudo".
Sinonimia
- Lycopersicon pimpinellifolium (L.) Mill.	[8]